# Stary Cmentarz w Tarnowie
Stary Cmentarz – jedna z najstarszych nekropolii w Tarnowie. Cmentarz powstał na przedmieściu Zabłocie. Dawniej nazywano go Cmentarzem Zabłockim. Obecnie jest to cmentarz komunalny. Utworzenie cmentarza to pokłosie dekretu nakazującego zamknięcie cmentarzy znajdujących się na terenie miast, wydanego przez cesarza Józefa II w 1784 roku. Dokładna data (ok. 1790 r.) jego otwarcia nie jest znana.
Otoczony murem o falistej linii cmentarz zajmuje obszar pomiędzy ulicą Tuchowską a potokiem Wątok. Brama główna znajduje się przy ulicy Narutowicza. Mur zbudowano według projektu Franciszka von Grottgera. Cmentarz był stopniowo powiększany, obecny obszar zajmuje od roku 1904. Na nekropolii zachowały się nagrobki w stylu barokowym, klasycystycznym i neogotyckim. Najstarszy nagrobek należy do zmarłej w 1795 roku Anny Karoliny z Lubomirskich Radziwiłłowej, żony księcia Karola Radziwiłła „Panie Kochanku”. Inskrypcja zawiera błędną datę jej śmierci.
Na terenie wydzielonym ze cmentarza w 1966 roku postawiono Pomnik Ofiar Wojny i Faszyzmu.

## Kaplice

### Kaplica św. Józefa
Barokowo klasycystyczna kaplica zbudowana dla zmarłej w 1805 roku żony Ignacego Radzikowskiego, komisarza dóbr Sanguszków. Jest też nazywana kaplicą Radzikowskich. Obecnie pełni rolę kaplicy przedpogrzebowej.

### Kaplica książąt Sanguszków
Neoromańska kaplica rodowa ostatnich właścicieli Tarnowa. Zbudowana w roku 1870 dla zmarłego Władysława Hieronima Sanguszki. Zaprojektowana przez Michała Zajączkowskiego. Pomniki nagrobne i marmurowy ołtarz w kaplicy są dziełem Antoniego Madeyskiego.

## Kwatera Powstańcza
Na cmentarzu wydzielono kwaterę zasłużonych, nazywaną Kwatera Powstańczą. Znajduje się tu mogiła uczestników powstania styczniowego, z postawionym w 1891 roku Kopcem Powstańców. Prócz uczestników powstań narodowych pochowano tu też ofiary rzezi galicyjskiej, legionistów, żołnierzy obu wojen światowych oraz żołnierzy Armii Krajowej.